# Fiorella Corimberto
Fiorella Corimberto (Quilmes, Buenos Aires, 29 de agosto de 2001) es una balonmanista argentina, que ha formado parte de la selección femenina de balonmano playa de Argentina o «Las Kamikazes», ganadora de dos medallas de oro y una de bronce.
Formó parte del plantel que obtuvo la medalla de bronce en el Mundial de Mauricio de 2017 y que ganó el Campeonato Panamericano de Paraguay en el mismo año.
En los Juegos Olímpicos de la Juventud 2018 celebrados en Buenos Aires, Argentina, representó a su país en la disciplina de balonmano playa, certamen donde con su selección obtuvo la medalla dorada derrotando en la final al seleccionado femenino de Croacia.
En los IV Juegos Suramericanos de Playa en Rosario, Argentina,  obtuvo una medalla dorada en la disciplina de balonmano playa derrotando en la final al seleccionado femenino de Brasil.
Saltó a la competición española, para jugar con el Morvedre. Su gran temporada le abrió las puertas del CD BM Aula Cultural de DHF Liga Guerreras Iberdrola. Una dura lesión, rotura del ligamento cruzado anterior, la hizo salir de la disciplina estudiantil. Volvió a la máxima división española para la temporada 2024-25 con el Balonmano Zuazo.

## Podios
| Año  | Lugar        | Rival   | Marcador | Resultado |
| ---- | ------------ | ------- | -------- | --------- |
| 2018 | Buenos Aires | Croacia | 2–0      | Oro       |
| 2019 | Rosario      | Brasil  | 7-6      | Oro       |

## Datos sobre ella
Es la hermana menor de tres, naciendo un minuto después que su hermana Micaela Corimberto y su hermano mayor Agustín Corimberto que es mayor que las dos, tiene un perro llamado milo, comparte una cuenta de TikTok con su hermana y tienen más de 1M de seguidores.